# Marquise (film)
Marquise è un film del 1997 diretto da Véra Belmont.
La pellicola ha per protagonisti Sophie Marceau, Bernard Giraudeau e Lambert Wilson.
Scritto da Jean-François Josselin, Véra Belmont, Marcel Beaulieu e Gérard Mordillat, il film narra la storia di Marquise-Thérèse de Gorla, un'incantevole ballerina e attrice che sorge dall'oscurità per conquistare i cuori di alcuni dei personaggi più influenti di Francia, tra cui Moliere, Racine e persino re Luigi XIV. È aiutata nella sua carriera da un buffo attore comico, che si innamora di lei, la sposa e la porta a Parigi per lanciare la sua carriera. Nonostante abbia relazioni intime con altri uomini, ella conserva, nel suo cuore, un posto speciale, riservato solo al suo improbabile sposo. Ambientato nel XVII secolo in Francia, il film è stato girato in Italia, tra Lombardia ed Emilia-Romagna. Marquise ha ricevuto una nomina per il premio Grand Jury dell'AFI Fest, il British Independent Film Award come miglior film straniero indipendente e il Premio César per la migliore colonna sonora musicale.

## Trama
Mentre quattro attrici appartenenti a una troupe teatrale itinerante di Molière sono alla ricerca di una latrina in un'osteria, Molière e il suo migliore amico Gros-René scoprono Marquise che danza davanti a una folla di uomini vogliosi. Le sue movenze sono provocatorie e vengono accentuate ulteriormente da una forte pioggia che le inzuppa i capelli e i vestiti. Gli uomini le offrono i loro soldi per la sua performance, che vengono intascati dal padre di Marquise. Gros-René s'innamora quasi all'istante di Marquise così, mentre un vecchio ha un incontro "amoroso" con Marquise, le propone (promettendole di farla arrivare fin sui palchi di Parigi) di sposarlo.
Benché siano una coppia improbabile (lui grasso e calvo mentre lei è stupenda), il loro rapporto è sostenuto dall'adorazione incondizionata di lui e dall'affetto di lei. Anche se Marquise continua a giacere con altri uomini, il suo amore verso il marito è immutabile. Marquise successivamente è però attratta dal drammaturgo in ascesa Racine, il quale la "istruisce" privatamente.
Quando il re Luigi XIV proibisce la rappresentazione della commedia Il Tartuffo di Molière, Racine scrive una nuova tragedia, Andromaque e Marquise, ottenendo la sua grande occasione. La performance di Marquise in quest'opera teatrale le fa guadagnare consenso unanime. Scritta per la sua amata nel 1667, la tragedia assicura la reputazione di Racine come drammaturgo. Ma gli spettacoli finiscono per pesare notevolmente sulla povera Marquise e la condurranno a una tragica fine.

## Produzione
Marquise è stato girato in Italia tra Sabbioneta e Mantova in Lombardia e tra Soragna, Parma e Bologna in Emilia-Romagna.

## Riconoscimenti
- 1997: Candidato al premio Grand Jury all'AFI Film Festival (Véra Belmont)
- 1998: Candidato al British Independent Film Awards come miglior film straniero indipendente (Véra Belmont)
- 1998: Candidato al Premio César per la migliore colonna sonora musicale.